# خوزه لوئیس سبالوس
خوزه لوئیس سبالوس (انگلیسی: José Luis Ceballos؛ زادهٔ ۲۳ فوریهٔ ۱۹۵۳) بازیکن فوتبال اهل آرژانتین است.
از باشگاه‌هایی که در آن بازی کرده‌است می‌توان به باشگاه ورزشی سن لورنسو آلماگرو، باشگاه فوتبال کروز آزول، باشگاه فوتبال اطلس، و باشگاه فوتبال لاس پالماس اشاره کرد.